# Басанець Олександр Олександрович
Олександр Олександрович Басане́ць (нар. 18 липня 1959, Лебедин) — український живописець і педагог; член Національної спілки художників України з 2005 року.

## Біографія
Народився 18 липня 1959 року в місті Лебедині Сумської області (нині Україна). Син художника Олександра Басанця. 1983 року закінчив Київський художній інститут, де навчався у Віктора Шаталіна, Олександра Будникова, Василя Забашти, Анатолія Пламеницького.
Протягом 1985—1990 років працював на Київському живописно-скульптурному комбінаті; у 1990—1995 роках — викладав у Київській художній середній школі імені Тараса Шевченка.

## Творчість
Працює у галузі станкового живопису. Серед робіт:
- «Рибальські будні» (1983);
- «Прірва» (1985);
- «Вилкове. На каналі» (1985);
- «Повінь» (1986);
- «Осіння пора» (1987);
- «Оля» (1988);
- «Старий міст на Пслі» (1992);
- «Човни в затоці» (1993);
- «Бузок» (1994);
- «Дружина» (1994);
- «Натюрморт із грибами» (1999);
- «Літо» (2001);
- «Осінь» (2005);
- «Сонячний день» (2005).

## Літеература
- О. В. Басанець. Басанець Олександр Олександрович // Енциклопедія сучасної України / ред. кол.: І. М. Дзюба [та ін.] ; НАН України, НТШ. — К. : Інститут енциклопедичних досліджень НАН України, 2008. — Т. 8 : Дл — Дя. — 716 с. — ISBN 978-966-02-4458-0.